# Darakh
Darakh (nep. दरख) – gaun wikas samiti w zachodniej części Nepalu w strefie Seti w dystrykcie Kailali. Według nepalskiego spisu powszechnego z 2001 roku liczył on 1694 gospodarstw domowych i 12171 mieszkańców (5923 kobiet i 6248 mężczyzn).